# Chamouilley
Chamouilley é uma comuna francesa na região administrativa de Grande Leste, no departamento de Haute-Marne. Estende-se por uma área de 7,81 km². Em 2010 a comuna tinha 813 habitantes (densidade: 104,1 hab./km²).